# Рамдан-бей
Рамдан (Рамадан)-бей (араб. رمضان باي المرادي; д/н — 1699) — 7-й бей Тунісу в 1696—1699 роках.

## Життєпис
Походив з роду Мурадидів. Син Мурада II, бея і паши Тунісу, та Марії, наложниці-італійки. Про молоді роки обмаль відомостей. Не цікавився державними справами, більшу приділяючи увагу розкошам, розвагам та літературі. Тому під час боротьби братів Алі і Мухаммада за владу не брав участь на жодній стороні.
Втім у 1696 року після смерті брата Мухаммад-бея за підтримки дивана став новим беєм Тунісу. При цьому відсторонив від влади малолітніх небожей — Мурада і Хасана, синів Мухаммад-бея. Спокійно панував, не проводячи активної політики. Невдовзі передав керування справами своєму мамлюку-флорентійцу Мажуду (Мадхулу). 1696 року дозволив спорудити в столиці англіканську церкву.
Погане керування Мажуда призводить до заворушень. За наказом бея 1699 року схоплюють його небожа Мурада, сина Алі-бея, якого підозрюють у змові. Рішенням дивана того засуджено до соліплення. Та мурад втік та влаштував новий заколот за підтримки яничар та арабів півдня, внаслідок чого Рамдан-бей був повалений й вбитий.